# David Edgar (nuotatore)
David Holmes Edgar (Fort Lauderdale, 27 marzo 1950) è un ex nuotatore statunitense.

## Carriera
Assieme ai compagni John Murphy, Jerry Heidenreich e Mark Spitz ha vinto la staffetta 4x100m stile libero ai giochi di Monaco di Baviera 1972.

## Palmarès
- Giochi olimpici estivi

Monaco di Baviera 1972: oro nella 4x100m stile libero.
- Giochi panamericani

Cali 1981: oro nella 4x100m stile libero.